# Spontánní narušení symetrie

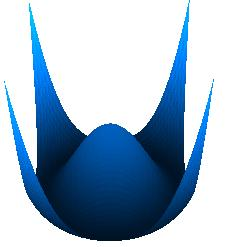
Potenciál vedoucí ke spontánnímu narušení symetrie (potenciál mexického klobouku). Minima potenciálu je dosaženo ve stavu s nenulovým parametrem asymetrie (v údolí kolem středového kopce). Základní stav je tedy asymetrický a degenerovaný.

Spontánní narušení symetrie je fyzikální jev, mající význam především v oblasti částicové fyziky, jejíž aplikaci právě v tomto oboru nalezl americký vědec japonského původu Jóichirem Nambu, za což dostal Nobelovu cenu za fyziku v roce 2008.

K spontánnímu narušení symetrie dochází, když je určitá symetrie přítomna v nějakém energetickém stavu. Při přechodu do nižšího stavu, což je například vakuum, se tato symetrie narušuje.
Spontánní narušení symetrie je významné zejména tehdy, když fyzikální zákony (reprezentované pohybovou rovnicí nebo langrangiánem) ovlivňující chování systému vykazují určitou symetrii, ale základní stav jakožto jejich řešení s nejnižší energií tuto symetrii nemá. V základním stavu se tedy jedná o skrytou symetrii.
Spontánní narušení symetrie je jedním ze tří možných narušení symetrie ve fyzice; ty zbývající jsou explicitní a anomální narušení symetrie.

## Příklady
Příkladem narušení symetrie může dokonale rovná jehla postavená na špičce na dokonale hladkém povrchu v ideálním gravitačním poli. Takovýto systém je v excitovaném stavu, protože jehla je v nestabilní poloze. Základním (stabilním) stavem je stav, kdy jehla leží na stole. Zatímco excitovaný stav je rotačně symetrický (systémem můžu otáčet a pořád vypadá stejně), základní stav rotační symetrii postrádá (ležící jehla ukazuje do jednoho směru).

Podle klasické teorie má jehla postavená na špičce spadnout tím později, čím více je na začátku postavena svisle. Při přesné symetrii by neměla spadnout vůbec, protože nelze vybrat žádný preferovaný směr. Jehla totiž nemá dost energie na rozpohybování sebe sama, byť tato potřebná energie je nekonečně malá. Jakákoliv sebemenší vnější perturbace ovšem způsobí pád jehly, tzn. přechod z excitovaného symetrického stavu do základního nesymetrického stavu. Pád jehly v tomto případě není spontánním narušení symetrie v pravém slova smyslu, ale explicitním narušením symetrie. Vzhledem k infinitezimálnosti potřebné perturbace se však mluví o spontánním narušení symetrie.
Dalšími příklady spontánního narušení symetrie v klasické teorii je např. vyklenutí přetíženého sloupu, asymetrická deformace rychle rotujících objektů (např. hvězd) nebo fázové přechody (např. symetricky homogenní tekutina tuhnoucí do prostorově uspořádané krystalové mříže).
V kvantové teorii k pádu jehly do základního stavu dojde díky tunelovému jevu, takže vnější perturbace není potřeba. Výsledným stavem takto spadlé jehly je ovšem smíšený stav, v němž jehla spadne do všech směrů současně, takže takovýto základní stav vlastně asymetrický není! Ke spontánnímu narušení symetrie dochází až při případném zhroucení vlnové funkce.
Z kvantových příkladů lze uvést supratekutost a supravodivost, Heisenbergův feromagnet a samozřejmě Higgsův mechanismus.

## Historie
Spontánní narušení symetrie se stala středem zájmu od 60. let 20. století, nejdříve v oblasti supravodivosti a posléze v oblasti částicové fyziky. Jako první její význam pochopil v roce 1960 Jóičiró Nambu, který s její pomocí popsal zachování kalibrační invariance v BCS teorii supravodivosti. Genialita Nambua se ovšem prokázala aplikací postupů z teorii supravodivosti na částicovou fyziku, díky čemuž v roce 1961 dokázal spolu s Jona-Lasiniem vysvětlit existenci pionu jakožto důsledku spontánního narušení chirální symetrie v silné interakci nukleonů (byť je v tomto případě tato symetrie pouze aproximativní). Tuto myšlenku zobecnil J. Goldstone, který vypracoval teorii předpovídající existenci nehmotného bosonu (tzv. Goldstoneův nebo méně často Nambuův-Goldstoneův boson) v každém spontánně narušeném systému, od čehož byl již krok k aplikaci spontánního narušení symetrie v slabých interakcích. Tímto krokem byl tzv. Higgsův mechanizmus z roku 1964, který umožnil nehmotný Golstoneův boson reparametrizovat jako hmotný boson (Higgsův boson) a konstantu vyplňující celý prostor a vysvětlující nenulovou hmotnost částic. Za tento trik byla udělena Nobelova cena v roce 2013 P. Higgsovi a F. Englertovi, ačkoliv paralelně jej nalezlo více autorů. Aplikací spontánního narušení symetrie s Higgsovým mechanizmem na slabou, resp. elektroslabou interakci v roce 1967 S. Weinberg, A. Salam a S. Glashow formulovali teorii elektroslabého sjednocení, za což tito získali Nobelovu cenu už v roce 1979. Tato teorie elektroslabého sjednocení je dnes součástí doposud nepřekonaného standardního modelu částicové fyziky.